# Issicka Ouattara
Pour les articles homonymes, voir Ouattara.
Issicka Ouattara  dit Sissi est un footballeur burkinabé né le 3 août 1954 à Bobo-Dioulasso (Burkina Faso) et mort en 1990. Il a joué au poste d'attaquant, notamment au FC Mulhouse et au RC Strasbourg.

## Palmarès
- International burkinabé
- Champion de France D2 en 1976  avec le SCO Angers
- Meilleur buteur du Championnat de France D2 en 1982 avec le FC Mulhouse

## Carrière de joueur
- -1971 : ÉF Ouagadougou  Haute-Volta
- 1971-1973 : US La Roche-Loudun  France
- 1973-1977 : Angers SCO  France
- 1977-1978 : AS Cannes  France
- 1978-1979 : US Orléans  France
- 1979-1981 : Olympique avignonnais  France
- 1981-1983 : FC Mulhouse  France
- 1983-1984 : RC Strasbourg  France
- 1984-1985 : Stade français  France
- 1985-1986 : FC Sète  France
- 1986-1987 : FC Martigues  France[1]

### Sources et bibliographie
- Col., Football 84, Les guides de l'Équipe, 1983, cf. page 43.